# Matti Kuusla
Matti Kuusla (Helsinki, 7 de agosto de 1933 – Espoo, 22 de noviembre de 2018) fue un actor, guionista, director y productor finlandés, conocido sobre todo por su colaboración con Jukka Virtanen y Aarre Elo, y por ser uno de los fundadores del Teatro Uusi Iloinen.

## Biografía
Su nombre completo era Matti Kaarlo Kuusla, y nació en Helsinki, Finlandia, siendo sus padres Arvo Kuusla y Irja Kuusla, y su hermano el cineasta Mauno Kuusla. 
Kuusla inició en 1953 estudios en la escuela Helsingin yhteislyseo, aunque ya había comenzado su carrera cinematográfica en los años 1940, siendo todavía un niño. En la década de 1960, junto a Jukka Virtanen y Aarre Elo, formó el grupo artístico VEK. La sociedad produjo el show televisivo de entretenimiento Lumilinna, que ganó el premio de la Rose d'Or. Kuusla fue también protagonista de la serie televisiva Piikkis. Además, escribió el guion de diferentes programas televisivos y fue responsable de las producciones de la UIT entre 1979 y 2001.
Matti Kuusla falleció en Espoo, Finlandia, en el año 2018.

## Filmografía[6]
- 1940 : Runon kuningas ja muuttolintu
- 1944 : Suomisen Olli rakastuu
- 1945 : Tähtireportterit tulevat
- 1948 : Onnen-Pekka
- 1954 : Laivan kannella
- 1955 : Villi Pohjola
- 1955 : Tuntematon sotilas
- 1955 : Sankarialokas
- 1955 : Rakas lurjus
- 1955 : Nukkekauppias ja kaunis Lilith
- 1956 : Evakko
- 1956 : Rintamalotta
- 1956 : Anu ja Mikko
- 1956 : Tyttö lähtee kasarmiin
- 1957 : Vihdoinkin hääyö
- 1957 : Vääpeli Mynkhausen
- 1957 : Taas tyttö kadoksissa!
- 1957 : Pekka ja Pätkä ketjukolarissa
- 1957 : Pekka ja Pätkä sammakkomiehinä
- 1957 : Herra sotaministeri
- 1957 : 1918 – mies ja hänen omatuntonsa
- 1958 : Verta käsissämme
- 1958 : Sotapojan heilat
- 1958 : Murheenkryynin poika
- 1958 : Äidittömät
- 1958 : Kulkurin masurkka
- 1958 : Kahden ladun poikki
- 1958 : Autuas eversti
- 1959 : Ei ruumiita makuuhuoneeseen
- 1960 : Oho, sanoi Eemeli
- 1960 : Isaskar Keturin ihmeelliset seikkailut
- 1960 : Lumisten metsien tyttö
- 1961 : Mullin mallin
- 1964, 1965 : Tuulimylly (serie TV)
- 1964, 1975, 1987 : Piikkis (serie TV)
- 1965 : Lumilinna (telefilm)
- 1966 : Me krokotiilit (serie TV)
- 1968 : Äl’ yli päästä perhanaa
- 1969 : Kesäterässä (serie TV)
- 1970 : Ilkamat (serie TV)
- 1979, 1987 : Pikkis (serie TV)
- 1983 : Uuno Turhapuron muisti palailee pätkittäin
- 1991 : Vääpeli Körmy ja vetenalaiset vehkeet